# 川边秋海棠
川边秋海棠（学名：Begonia duclouxii）是秋海棠科秋海棠属的植物。分布于中国大陆的云南等地，生长于海拔1,000米至1,400米的地区。